# ウスタシャ
ウスタシャ（Ustaše）は、20世紀のクロアチアに存在したファシズム政党・民族主義団体。第二次世界大戦中にドイツと同盟を結び、大量虐殺を行ったことがよく知られている。
アンテ・パヴェリッチを指導者とし、クロアチア人による独立国民国家の樹立を目指した、農民を主体とする反資本主義を政治綱領に掲げていた。しかし、反資本主義を目指していながらも私有財産制は認めており、ローマ・カトリックの影響を強く受けているのが特徴であった。

## 概要
第一次世界大戦後に誕生したユーゴスラビア王国は、建国当初からセルビア人に国の中枢が牛耳られており、民族意識の強いクロアチア人の反発が絶えなかった。ウスタシャはクロアチア人のこうした反セルビア感情につけ込んで勢力を伸ばした。打倒セルビアのために暴力も厭わないパヴェリッチは民族意識を煽り、同じくユーゴスラビア政府と対立していたブルガリアの内部マケドニア革命組織などと連携し、ユーゴスラビア政府に関係する機関へテロを繰り返した。
ウスタシャと内部マケドニア革命組織の協力によるテロとして、1934年に当時のユーゴスラビア国王アレクサンダル1世がフランス訪問中に暗殺されるという事件が起きている。ユーゴスラビア政府はウスタシャを取り締まったが、その後もクロアチア人によるテロは止むことがなかった。

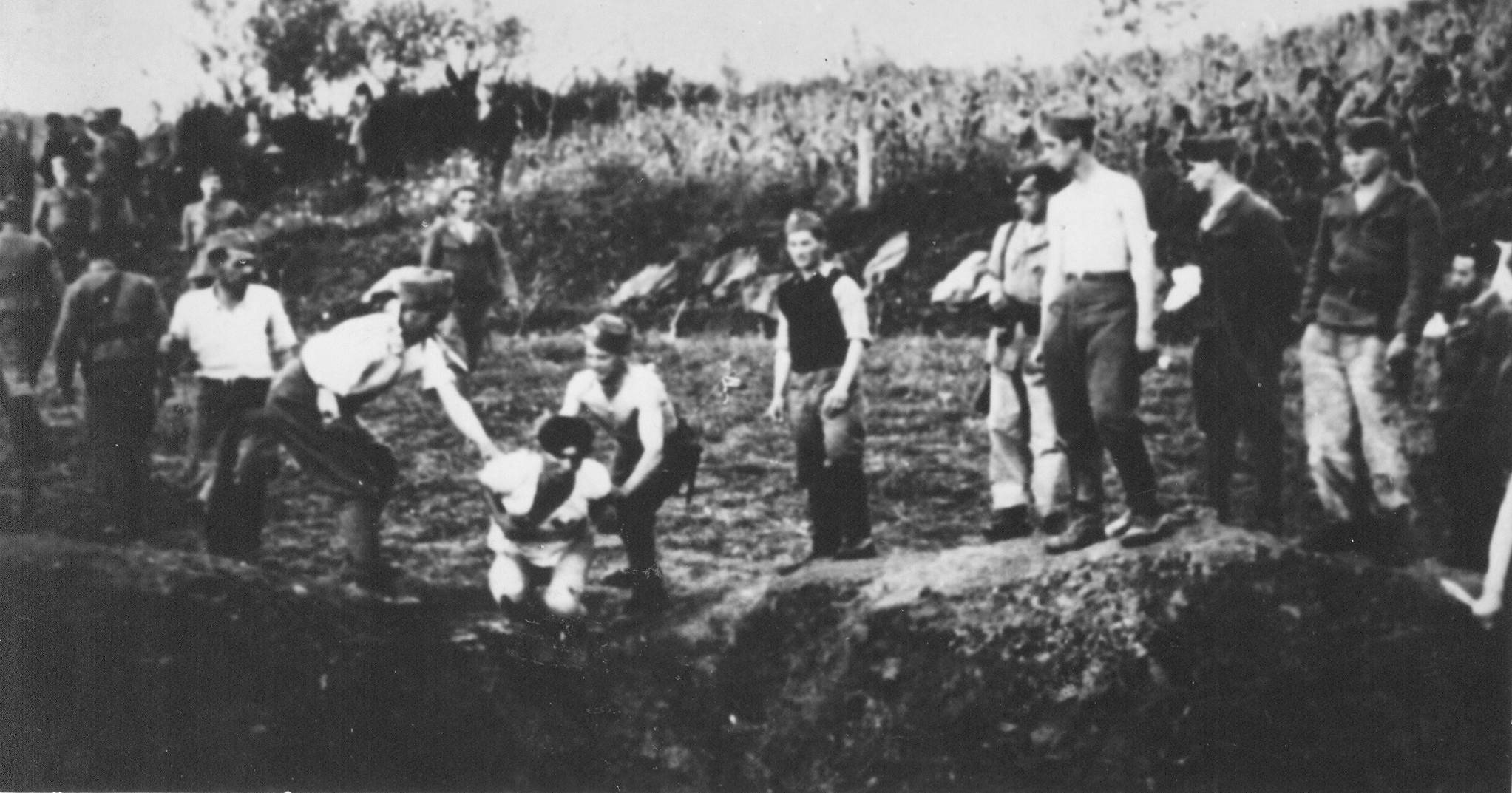
ヤセノヴァッツ収容所で今まさに処刑される収容者。手前は彼ら自身の手で掘削させられた墓穴である。彼らは墓穴の縁に跪かされ、背後から銃殺され、重力に従い墓穴に転落する。クロアチア人の労働力を必要以上に浪費しない“効率の良い”埋葬方法であった。

パヴェリッチは当初イタリアのファシスト党首ムッソリーニから援助を受けていたが、やがて北のナチス・ドイツとも関係を強化し、1941年のユーゴスラビアに対するナチス侵攻を契機にクロアチア独立国を設立した。パヴェリッチは独立と同時に国家元首となり、ヒトラーやムッソリーニを真似て単一政党による独裁国家を樹立する。他の政党はすべて非合法化され、ナチスを真似た親衛隊も創設した。また、国内に強制収容所を建設し、セルビア人に加えてユダヤ人やジプシー、さらには同胞のクロアチア人の反対派を大量に逮捕・収監した。
特に悪名高いヤセノヴァッツ収容所は「バルカンのアウシュヴィッツ」と呼ばれている。また、ウスタシャの部隊は地方でセルビア市民を虐殺し、その虐殺現場にカトリック司祭を同行させて自らの行為を正当化した。こうしたウスタシャの行動は、彼らを支援し同じく残虐行為を専門としたナチスの保安警察および保安諜報部の特別行動部隊でさえ唖然とするほどのもので、「セルビア人迫害の先鋭化が、近い将来、クロアチアを制御不能な不穏地域にするおそれがある」（ドイツ外務省情報局、1941年7月2日）と本国に報告されるほどであった。以後、1945年に至るまでクロアチア国内では凄惨な殺戮劇が繰り広げられた。
この期間中に70-100万人ものセルビア人が殺害されたといわれるが、正確な数ははっきりしていない。一方、セルビアも「チェトニック」と呼ばれる組織がクロアチア人を迫害していた。チェトニックはセルビア人が主流であり、旧体制と同じく様々な問題を抱えた組織であった。士気が低い彼らに代わりユーゴを解放したのは、ヨシップ・ブロズ・チトー率いるパルチザン（人民解放軍）であった。
1945年にクロアチア独立国は崩壊し、行き場を失ったパヴェリッチは南米およびスペインへ亡命する。そこでフランコ独裁政権の保護を受けながら、新生ユーゴ領内やヨーロッパ各地に潜伏しているウスタシャ残党と連絡を取り合い、再び祖国復権の夢を実現させようとしたが、1957年に襲撃を受けて重傷を負い、2年後に死亡した。
一時的にせよ、ヒトラーの援助を受けながらクロアチアの独立を果たしたパヴェリッチであるが、彼自身は終始暴力を肯定しており、その過剰な政策が民族同士の遺恨を生み、冷戦終結後に勃発するユーゴスラビア紛争の遠因になったといわれる。